# Lymantria demotes
Lymantria demotes este o specie de molii din genul Lymantria, familia Lymantriidae, descrisă de Collenette Conform Catalogue of Life specia Lymantria demotes nu are subspecii cunoscute.